# Olympische Sommerspiele 1996/Teilnehmer (Großbritannien)
| Gelbes Symbol für Goldmedaillen mit stilisierten Olympischen Ringen | Graues Symbol für Silbermedaillen mit stilisierten Olympischen Ringen | Braundes Symbol für Bronzemedaillen mit stilisierten Olympischen Ringen |
| ------------------------------------------------------------------- | --------------------------------------------------------------------- | ----------------------------------------------------------------------- |
| 1                                                                   | 8                                                                     | 6                                                                       |

Das Vereinigte Königreich nahm an den Olympischen Sommerspielen 1996 in Atlanta, USA, mit einer Delegation von 299 Sportlern (183 Männer und 116 Frauen) teil.

## Medaillengewinner
Mit einer gewonnenen Gold-, acht Silber- und sechs Bronzemedaillen belegte das britische Team Platz 36 im Medaillenspiegel.

### Gold
| Name(n)                          | Sportart | Wettkampf              |
| -------------------------------- | -------- | ---------------------- |
| Steven Redgrave, Matthew Pinsent | Rudern   | Zweier ohne Steuermann |

### Silber
| Name(n)                                                 | Sportart       | Wettkampf          |
| ------------------------------------------------------- | -------------- | ------------------ |
| Roger Black                                             | Leichtathletik | 400 Meter          |
| Iwan Thomas, Jamie Baulch, Mark Richardson, Roger Black | Leichtathletik | 4 × 400 Meter      |
| Jonathan Edwards                                        | Leichtathletik | Dreisprung         |
| Steve Backley                                           | Leichtathletik | Speerwurf          |
| Paul Palmer                                             | Schwimmen      | 400 Meter Freistil |
| John Merricks, Ian Walker                               | Segeln         | 470er              |
| Ben Ainslie                                             | Segeln         | Laser              |
| Neil Broad, Tim Henman                                  | Tennis         | Doppel             |

### Bronze
| Name(n)                                                          | Sportart       | Wettkampf              |
| ---------------------------------------------------------------- | -------------- | ---------------------- |
| Steve Smith                                                      | Leichtathletik | Hochsprung             |
| Denise Lewis                                                     | Leichtathletik | Frauen, Siebenkampf    |
| Maximilian Sciandri                                              | Radsport       | Straßenrennen, Einzel  |
| Chris Boardman                                                   | Radsport       | Einzelzeitfahren       |
| Rupert Obholzer, Jonathan Searle, Gregory Searle, Timothy Foster | Rudern         | Vierer ohne Steuermann |
| Graeme Smith                                                     | Schwimmen      | 1500 Meter Freistil    |

## Teilnehmer nach Sportarten

### Badminton
- Peter Knowles
Einzel: 17. Platz
Doppel: 17. Platz
- Darren Hall
Einzel: 17. Platz
Doppel: 17. Platz
- Julian Robertson
Einzel: 33. Platz
Doppel: 17. Platz
- Chris Hunt
Doppel: 5. Platz
Mixed, Doppel: 17. Platz
- Simon Archer
Doppel: 5. Platz
Mixed, Doppel: 17. Platz
- Nick Ponting
Doppel: 17. Platz
Mixed, Doppel: 9. Platz
- Joanne Goode
Mixed, Doppel: 9. Platz
Frauen, Doppel: 9. Platz
- Joanne Muggeridge
Mixed, Doppel: 17. Platz
Frauen, Einzel: 33. Platz
Frauen, Doppel: 17. Platz
- Julie Bradbury
Mixed, Doppel: 17. Platz
Frauen, Doppel: 9. Platz
- Kelly Morgan
Frauen, Einzel: 9. Platz
Frauen, Doppel: 17. Platz
- Anne Gibson
Frauen, Einzel: 33. Platz

### Bogenschießen
- Gary Hardinges
Einzel: 28. Platz
- Steven Hallard
Einzel: 55. Platz
- Alison Williamson
Frauen, Einzel: 10. Platz

### Boxen
- David Burke
Federgewicht: 17. Platz
- Fola Okesola
Schwergewicht: 9. Platz

### Fechten
- James Williams
Säbel, Einzel: 27. Platz
- Fiona McIntosh
Frauen, Florett, Einzel: 34. Platz

### Gewichtheben
- Anthony Arthur
Leichtgewicht: 12. Platz

### Hockey
- Herrenteam
7. Platz
- Kader
Simon Mason
David Luckes
Jon Wyatt
Julian Halls
Soma Singh
Simon Hazlitt
Jason Laslett
Kalbir Singh Takher
Jason Lee
Nicky Thompson
Chris Mayer
Phillip McGuire
Russell Garcia
John Shaw
Calum Giles
Danny Hall
- Damenteam
4. Platz
- Kader
Joanne Thompson
Hilary Rose
Christine Cook
Tina Cullen
Karen Brown
Gillian Atkins
Sue Fraser
Rhona Simpson
Mandy Nicholls
Jane Sixsmith
Pauline Robertson-Stott
Joanne Mould
Tammy Miller
Anna Bennett
Mandy Davies
Kathryn Johnson

### Judo
- Nigel Donohue
Superleichtgewicht: 7. Platz
- Julian Davies
Halbleichtgewicht: 17. Platz
- Danny Kingston
Leichtgewicht: 21. Platz
- Graeme Randall
Halbmittelgewicht: 33. Platz
- Ryan Birch
Mittelgewicht: 21. Platz
- Raymond Stevens
Halbschwergewicht: 17. Platz
- Joyce Heron
Frauen, Superleichtgewicht: 9. Platz
- Sharon Rendle
Frauen, Halbleichtgewicht: 18. Platz
- Nicola Fairbrother
Frauen, Leichtgewicht: 5. Platz
- Diane Bell
Frauen, Halbmittelgewicht: 16. Platz
- Rowena Sweatman
Frauen, Mittelgewicht: 7. Platz
- Kate Howey
Frauen, Halbschwergewicht: 9. Platz
- Michelle Rogers
Frauen, Schwergewicht: 9. Platz

### Kanu
- Ivan Lawler
Einer-Kajak, 500 Meter: Viertelfinale
Einer-Kajak, 1000 Meter: Halbfinale
- Grayson Bourne
Zweier-Kajak, 1000 Meter: Halbfinale
- Paul Darby-Dowman
Zweier-Kajak, 1000 Meter: Halbfinale
- Ian Raspin
Einer-Kajak, Slalom: 9. Platz
- Paul Ratcliffe
Einer-Kajak, Slalom: 14. Platz
- Shaun Pearce
Einer-Kajak, Slalom: 25. Platz
- Andrew Train
Zweier-Canadier, 500 Meter: Halbfinale
Zweier-Canadier, 1000 Meter: 6. Platz
- Steve Train
Zweier-Canadier, 500 Meter: Halbfinale
Zweier-Canadier, 1000 Meter: 6. Platz
- Gareth Marriott
Einer-Canadier, Slalom: 4. Platz
- Mark Delaney
Einer-Canadier, Slalom: 14. Platz
- Craig Brown
Zweier-Canadier, Slalom: 12. Platz
- Stewart Pitt
Zweier-Canadier, Slalom: 12. Platz
- Andrea Dallaway
Frauen, Einer-Kajak, 500 Meter: Halbfinale
- Helen Gilby
Frauen, Zweier-Kajak, 500 Meter: Halbfinale
- Alison Thorogood
Frauen, Zweier-Kajak, 500 Meter: Halbfinale
- Rachel Crosbee
Frauen, Einer-Kajak, Slalom: 18. Platz
- Lynn Simpson
Frauen, Einer-Kajak, Slalom: 23. Platz

### Leichtathletik
- Linford Christie
100 Meter: DQ im Finale
200 Meter: Viertelfinale
- Ian Mackie
100 Meter: Viertelfinale
- Darren Braithwaite
100 Meter: Viertelfinale
4 × 100 Meter: Vorläufe
- John Regis
200 Meter: Halbfinale
- Owusu Dako
200 Meter: Vorläufe
4 × 100 Meter: Vorläufe
- Roger Black
400 Meter: Silber 
4 × 400 Meter: Silber
- Iwan Thomas
400 Meter: 5. Platz
4 × 400 Meter: Silber
- Du’aine Ladejo
400 Meter: Viertelfinale
4 × 400 Meter: Silber
- Curtis Robb
800 Meter: Halbfinale
- Craig Winrow
800 Meter: Halbfinale
- David Strang
800 Meter: Vorläufe
- John Mayock
1500 Meter: 11. Platz
- Anthony Whiteman
1500 Meter: Halbfinale
- Kevin McKay
1500 Meter: Vorläufe
- John Nuttall
5000 Meter: Halbfinale
- Jon Brown
10.000 Meter: 10. Platz
- Paul Evans
10.000 Meter: DNF im Finale
- Richard Nerurkar
Marathon: 5. Platz
- Peter Whitehead
Marathon: 55. Platz
- Steve Brace
Marathon: 60. Platz
- Colin Jackson
110 Meter Hürden: 4. Platz
- Andy Tulloch
110 Meter Hürden: Viertelfinale
- Tony Jarrett
110 Meter Hürden: Viertelfinale
4 × 100 Meter: Vorläufe
- Jonathan Ridgeon
400 Meter Hürden: Halbfinale
- Peter Crampton
400 Meter Hürden: Vorläufe
- Gary Jennings
400 Meter Hürden: Vorläufe
- Justin Chaston
3000 Meter Hindernis: Halbfinale
- Keith Cullen
3000 Meter Hindernis: Halbfinale
- Spencer Duval
3000 Meter Hindernis: Vorläufe
- Darren Campbell
4 × 100 Meter: Vorläufe
- Jamie Baulch
4 × 400 Meter: Silber
- Mark Richardson
4 × 400 Meter: Silber
- Mark Hylton
4 × 400 Meter: Silber
- Chris Maddocks
50 Kilometer Gehen: 34. Platz
- Steve Smith
Hochsprung: Bronze
- Dalton Grant
Hochsprung: 19. Platz in der Qualifikation
- Nick Buckfield
Stabhochsprung: 20. Platz in der Qualifikation
- Neil Winter
Stabhochsprung: 24. Platz in der Qualifikation
- Jonathan Edwards
Dreisprung: Silber
- Francis Agyepong
Dreisprung: 13. Platz in der Qualifikation
- Shaun Pickering
Kugelstoßen: 27. Platz in der Qualifikation
- Robert Weir
Diskuswurf: 15. Platz in der Qualifikation
- Glen Smith
Diskuswurf: 36. Platz in der Qualifikation
- David Smith
Hammerwurf: 32. Platz in der Qualifikation
- Steve Backley
Speerwurf: Silber
- Mick Hill
Speerwurf: 12. Platz
- Nick Nieland
Speerwurf: 25. Platz in der Qualifikation
- Alex Kruger
Zehnkampf: DNF
- Simmone Jacobs
Frauen, 100 Meter: Viertelfinale
Frauen, 200 Meter: Viertelfinale
Frauen, 4 × 100 Meter: 8. Platz
- Marcia Richardson
Frauen, 100 Meter: Viertelfinale
Frauen, 4 × 100 Meter: 8. Platz
- Stephi Douglas
Frauen, 100 Meter: Viertelfinale
- Katharine Merry
Frauen, 200 Meter: Viertelfinale
Frauen, 4 × 100 Meter: 8. Platz
- Phylis Smith
Frauen, 400 Meter: Viertelfinale
Frauen, 4 × 400 Meter: Vorläufe
- Donna Fraser
Frauen, 400 Meter: Viertelfinale
Frauen, 4 × 400 Meter: Vorläufe
- Kelly Holmes
Frauen, 800 Meter: 4. Platz
Frauen, 1500 Meter: 11. Platz
- Diane Modahl
Frauen, 800 Meter: Vorläufe
- Paula Radcliffe
Frauen, 5000 Meter: 5. Platz
- Sonia McGeorge
Frauen, 5000 Meter: Vorläufe
- Alison Wyeth
Frauen, 5000 Meter: Vorläufe
- Liz McColgan
Frauen, Marathon: 16. Platz
- Karen Macleod
Frauen, Marathon: 45. Platz
- Suzanne Rigg
Frauen, Marathon: 58. Platz
- Angie Thorp
Frauen, 100 Meter Hürden: Halbfinale
Frauen, 4 × 100 Meter: 8. Platz
- Jacqueline Agyepong
Frauen, 100 Meter Hürden: Vorläufe
- Sally Gunnell
Frauen, 400 Meter Hürden: Halbfinale
- Georgina Oladapo
Frauen, 4 × 400 Meter: Vorläufe
- Allison Curbishley
Frauen, 4 × 400 Meter: Vorläufe
- Victoria Lupton
Frauen, 10 Kilometer Gehen: 33. Platz
- Lea Haggett
Frauen, Hochsprung: 16. Platz
- Debbie Marti
Frauen, Hochsprung: 19. Platz
- Denise Lewis
Frauen, Weitsprung: 23. Platz in der Qualifikation
Frauen, Siebenkampf: Bronze
- Ashia Hansen
Frauen, Dreisprung: 5. Platz
- Michelle Griffith
Frauen, Dreisprung: 17. Platz in der Qualifikation
- Judy Oakes
Frauen, Kugelstoßen: 11. Platz
- Jackie McKernan
Frauen, Diskuswurf: 20. Platz in der Qualifikation
- Tessa Sanderson
Frauen, Speerwurf: 14. Platz in der Qualifikation
- Shelley Holroyd
Frauen, Speerwurf: 27. Platz in der Qualifikation

### Moderner Fünfkampf
- Richard Phelps
Einzel: 28. Platz

### Radsport
- Maximilian Sciandri
Straßenrennen, Einzel: Bronze
- Malcolm Elliott
Straßenrennen, Einzel: 79. Platz
- John Tanner
Straßenrennen, Einzel: 99. Platz
- Brian Smith
Straßenrennen, Einzel: DNF
- Chris Boardman
Einzelzeitfahren: Bronze
- Shaun Wallace
1000 Meter Einzelzeitfahren: 16. Platz
- Graeme Obree
4000 Meter Einzelverfolgung: 11. Platz
- Rob Hayles
4000 Meter Mannschaftsverfolgung: 10. Platz
- Matt Illingworth
4000 Meter Mannschaftsverfolgung: 10. Platz
- Bryan Steel
4000 Meter Mannschaftsverfolgung: 10. Platz
- Chris Newton
4000 Meter Mannschaftsverfolgung: 10. Platz
- Gary Foord
Mountainbike, Cross-Country: 12. Platz
- David Baker
Mountainbike, Cross-Country: 15. Platz
- Marie Purvis
Frauen, Straßenrennen, Einzel: 11. Platz
- Sarah Phillips
Frauen, Straßenrennen, Einzel: 19. Platz
Frauen, Einzelzeitfahren: 21. Platz
- Caroline Alexander
Frauen, Straßenrennen, Einzel: 43. Platz
Frauen, Mountainbike, Cross-Country: DNF
- Yvonne McGregor
Frauen, Einzelzeitfahren: 14. Platz
Frauen, 3000 Meter Einzelverfolgung: 4. Platz
- Maria Lawrence
Frauen, Punkterennen: 14. Platz
- Deborah Murrell
Frauen, Mountainbike, Cross-Country: 22. Platz

### Reiten
- Richard Davison
Dressur, Einzel: 21. Platz
Dressur, Mannschaft: 8. Platz
- Joanna Jackson
Dressur, Einzel: 21. Platz
Dressur, Mannschaft: 8. Platz
- Vicky Thompson
Dressur, Einzel: 21. Platz
Dressur, Mannschaft: 8. Platz
- Jane Bredin-Gregory
Dressur, Einzel: 21. Platz
Dressur, Mannschaft: 8. Platz
- Geoff Billington
Springreiten, Einzel: 6. Platz
Springreiten, Mannschaft: 11. Platz
- John Whitaker
Springreiten, Einzel: 9. Platz
Springreiten, Mannschaft: 11. Platz
- Nick Skelton
Springreiten, Einzel: 23. Platz
Springreiten, Mannschaft: 11. Platz
- Michael Whitaker
Springreiten, Einzel: 63. Platz in der Qualifikation
Springreiten, Mannschaft: 11. Platz
- Chris Hunnable
Vielseitigkeit, Einzel: 10. Platz
- Mary King
Vielseitigkeit, Einzel: 12. Platz
- Charlotte Bathe
Vielseitigkeit, Einzel: DNF
- Karen Straker-Dixon
Vielseitigkeit, Mannschaft: 5. Platz
- Gary Parsonage
Vielseitigkeit, Mannschaft: 5. Platz
- William Fox-Pitt
Vielseitigkeit, Mannschaft: 5. Platz
- Ian Stark
Vielseitigkeit, Mannschaft: 5. Platz

### Ringen
- Amarjit Singh
Superschwergewicht, Freistil: 13. Platz

### Rudern
- Peter Haining
Einer: 11. Platz
- Guy Pooley
Doppelzweier: 17. Platz
- Robert Thatcher
Doppelzweier: 17. Platz
- James Cracknell
Doppelzweier: 17. Platz (nur im Vorlauf)
- Steven Redgrave
Zweier ohne Steuermann: Gold
- Matthew Pinsent
Zweier ohne Steuermann: Gold
- Rupert Obholzer
Vierer ohne Steuermann: Bronze
- Jonathan Searle
Vierer ohne Steuermann: Bronze
- Gregory Searle
Vierer ohne Steuermann: Bronze
- Timothy Foster
Vierer ohne Steuermann: Bronze
- Matthew Parish
Achter: 8. Platz
- Jim Walker
Achter: 8. Platz
- Alex Story
Achter: 8. Platz
- Richard Hamilton
Achter: 8. Platz
- Roger Brown
Achter: 8. Platz
- Peter Bridge
Achter: 8. Platz
- Ben Hunt-Davis
Achter: 8. Platz
- Graham Smith
Achter: 8. Platz
- Garry Herbert
Achter: 8. Platz
- Nicholas Strange
Leichtgewichts-Doppelzweier: 12. Platz
- Andrew Sinton
Leichtgewichts-Doppelzweier: 12. Platz
- David Lemon
Leichtgewichts-Vierer ohne Steuermann: 10. Platz
- James McNiven
Leichtgewichts-Vierer ohne Steuermann: 10. Platz
- Tom Kay
Leichtgewichts-Vierer ohne Steuermann: 10. Platz
- Benjamin Helm
Leichtgewichts-Vierer ohne Steuermann: 10. Platz
- Guin Batten
Frauen, Einer: 5. Platz
- Kate MacKenzie
Zweier ohne Steuerfrau: 12. Platz
- Philippa Cross
Zweier ohne Steuerfrau: 12. Platz
- Annamarie Stapleton
Frauen, Achter: 7. Platz
- Lisa Eyre
Frauen, Achter: 7. Platz
- Dorothy Blackie
Frauen, Achter: 7. Platz
- Kate Pollitt
Frauen, Achter: 7. Platz
- Miriam Batten
Frauen, Achter: 7. Platz
- Catherine Bishop
Frauen, Achter: 7. Platz
- Joanne Turvey
Frauen, Achter: 7. Platz
- Alison Gill
Frauen, Achter: 7. Platz
- Suzie Ellis
Frauen, Achter: 7. Platz

### Schießen
- Jonathan Stern
Kleinkaliber, Dreistellungskampf: 48. Platz
- Peter Boden
Trap: 9. Platz
- Kevin Gill
Trap: 37. Platz
Doppeltrap: 27. Platz
- Richard Faulds
Doppeltrap: 5. Platz
- Carol Bartlett-Page
Frauen, Luftpistole: 23. Platz
Frauen, Sportpistole: 30. Platz

### Schwimmen
- Mark Foster
50 Meter Freistil: 16. Platz
- Nick Shackell
100 Meter Freistil: 28. Platz
4 × 100 Meter Freistil: 8. Platz
4 × 100 Meter Lagen: DQ im Vorlauf
- Paul Palmer
200 Meter Freistil: 8. Platz
400 Meter Freistil: Silber 
1500 Meter Freistil: 10. Platz
4 × 400 Meter Freistil: 5. Platz
- Andrew Clayton
200 Meter Freistil: 15. Platz
4 × 400 Meter Freistil: 5. Platz
- Graeme Smith
1500 Meter Freistil: Bronze
- Alan Rapley
4 × 100 Meter Freistil: 8. Platz
- Mark Stevens
4 × 100 Meter Freistil: 8. Platz
4 × 400 Meter Freistil: 5. Platz
- Mike Fibbens
4 × 100 Meter Freistil: 8. Platz
- James Salter
4 × 400 Meter Freistil: 5. Platz
- Neil Willey
100 Meter Rücken: 10. Platz
4 × 100 Meter Lagen: DQ im Vorlauf
- Martin Harris
100 Meter Rücken: 26. Platz
200 Meter Rücken: 32. Platz
- Adam Ruckwood
200 Meter Rücken: 13. Platz
- Richard Maden
100 Meter Brust: 11. Platz
4 × 100 Meter Lagen: DQ im Vorlauf
- Nick Gillingham
200 Meter Brust: 4. Platz
- James Hickman
100 Meter Schmetterling: 9. Platz
200 Meter Schmetterling: 7. Platz
4 × 100 Meter Lagen: DQ im Vorlauf
- Sue Rolph
Frauen, 50 Meter Freistil: 22. Platz
Frauen, 100 Meter Freistil: 16. Platz
Frauen, 4 × 100 Meter Freistil: 9. Platz
Frauen, 200 Meter Lagen: 21. Platz
- Karen Pickering
Frauen, 100 Meter Freistil: 14. Platz
Frauen, 100 Meter Freistil: 13. Platz
Frauen, 4 × 100 Meter Freistil: 9. Platz
Frauen, 4 × 200 Meter Freistil: 10. Platz
Frauen, 4 × 100 Meter Lagen: 13. Platz
- Sarah Hardcastle
Frauen, 400 Meter Freistil: 9. Platz
Frauen, 800 Meter Freistil: 8. Platz
Frauen, 400 Meter Lagen: 19. Platz
- Alison Sheppard
Frauen, 4 × 100 Meter Freistil: 9. Platz
- Carrie Willmott
Frauen, 4 × 100 Meter Freistil: 9. Platz
- Janine Belton
Frauen, 4 × 200 Meter Freistil: 10. Platz
- Vicky Horner
Frauen, 4 × 200 Meter Freistil: 10. Platz
- Claire Huddart
Frauen, 4 × 200 Meter Freistil: 10. Platz
- Helen Slatter
Frauen, 100 Meter Rücken: 13. Platz
Frauen, 4 × 100 Meter Lagen: 13. Platz
- Joanne Deakins
Frauen, 200 Meter Rücken: 12. Platz
- Jaime King
Frauen, 100 Meter Brust: 17. Platz
Frauen, 4 × 100 Meter Lagen: 13. Platz
- Marie Hardiman
Frauen, 200 Meter Brust: 14. Platz
- Caroline Foot
Frauen, 100 Meter Schmetterling: 27. Platz
Frauen, 4 × 100 Meter Lagen: 13. Platz

### Segeln
- Howard Plumb
Windsurfen: 24. Platz
- Richard Stenhouse
Finn-Dinghy: 12. Platz
- John Merricks
470er: Silber
- Ian Walker
470er: Silber
- Ben Ainslie
Laser: Silber
- Glyn Charles
Star: 11. Platz
- George Skuodas
Star: 11. Platz
- David Williams
Tornado: 13. Platz
- Ian Rhodes
Tornado: 13. Platz
- Andy Beadsworth
Soling: 4. Platz
- Barry Parkin
Soling: 4. Platz
- Adrian Stead
Soling: 4. Platz
- Penny Way-Wilson
Frauen, Windsurfen: 7. Platz
- Shirley Robertson
Frauen, Europe: 4. Platz
- Bethan Raggatt
Frauen, 470er: 11. Platz
- Sue Hay-Carr
Frauen, 470er: 11. Platz

### Tennis
- Greg Rusedski
Einzel: 9. Platz
- Tim Henman
Einzel: 17. Platz
Doppel: Silber
- Neil Broad
Doppel: Silber
- Clare Wood
Frauen, Einzel: 33. Platz
Frauen, Doppel: 5. Platz
- Valda Lake
Frauen, Doppel: 5. Platz

### Tischtennis
- Chen Xinhua
Einzel: 17. Platz
- Carl Prean
Einzel: 33. Platz
- Lisa Lomas
Frauen, Einzel: 33. Platz
Frauen, Doppel: 17. Platz
- Andrea Holt
Frauen, Doppel: 17. Platz

### Turnen
- Lee McDermott
Einzelmehrkampf: 55. Platz in der Qualifikation
Barren: 64. Platz in der Qualifikation
Boden: 72. Platz in der Qualifikation
Pferdsprung: 76. Platz in der Qualifikation
Reck: 57. Platz in der Qualifikation
Ringe: 52. Platz in der Qualifikation
Seitpferd: 89. Platz in der Qualifikation
- Dominic Brindle
Einzelmehrkampf: 59. Platz in der Qualifikation
Barren: 77. Platz in der Qualifikation
Boden: 87. Platz in der Qualifikation
Pferdsprung: 82. Platz in der Qualifikation
Reck: 51. Platz in der Qualifikation
Ringe: 84. Platz in der Qualifikation
Seitpferd: 88. Platz in der Qualifikation
- Annika Reeder
Frauen, Einzelmehrkampf: 64. Platz in der Qualifikation
Frauen, Boden: 77. Platz in der Qualifikation
Frauen, Pferdsprung: 66. Platz in der Qualifikation
Frauen, Schwebebalken: 73. Platz in der Qualifikation
Frauen, Stufenbarren: 83. Platz in der Qualifikation
- Sonia Lawrence
Frauen, Einzelmehrkampf: 71. Platz in der Qualifikation
Frauen, Boden: 89. Platz in der Qualifikation
Frauen, Pferdsprung: 78. Platz in der Qualifikation
Frauen, Schwebebalken: 91. Platz in der Qualifikation
Frauen, Stufenbarren: 75. Platz in der Qualifikation

### Volleyball (Beach)
- Audrey Cooper
Frauenwettkampf: 9. Platz
- Amanda Glover
Frauenwettkampf: 9. Platz

### Wasserspringen
- Tony Ally
Kunstspringen: 18. Platz
- Bob Morgan
Kunstspringen: 24. Platz
Turmspringen: 13. Platz
- Leon Taylor
Turmspringen: 18. Platz
- Hayley Allen
Frauen, Turmspringen: 9. Platz
- Lesley Ward
Frauen, Turmspringen: 18. Platz